# Canale Monterano
Canale Monterano település Olaszországban, Lazio régióban, Róma megyében. Lakosainak száma 4169 fő (2023. január 1.). Canale Monterano Manziana, Oriolo Romano, Tolfa, Vejano és Blera községekkel határos.

## Népesség
A település népességének változása:
| Lakosok száma | 4169 | 4165 | 4169 |
|               | 2017 | 2018 | 2023 |